# KkStB-Tenderreihe 67
Die kkStB-Tenderreihe 67 war eine Schlepptenderreihe der kkStB, deren Tender ursprünglich von der Böhmischen Nordbahn-Gesellschaft (BNB) stammten.
Die BNB beschaffte diese Tender 1903 bis 1908 von Ringhoffer in Prag-Smichov für ihre Lokomotiven der Reihe Va, später kkStB 74.
Nach der Verstaatlichung reihte die kkStB sie als Reihe 67 ein. Sie blieben immer mit den Maschinen der Reihe 74 gekuppelt.